# Streletzky-Brücken
Die Streletzky-Brücken waren zwei Brücken über den Dnepr, die Saporischschja in der damaligen Sowjetunion (heute in der gleichnamigen ukrainischen Oblast) mit der Insel Chortyzja und diese über den Staryj Dnipro (Alter Dnipro) genannten westlichen Seitenarm mit dem Stadtteil Chortyzja verbanden.

## Lage
Die Brücke über den Hauptarm stand rund 2,6 km unterhalb der 1932 fertiggestellten DniproHES-Staumauer. Die Brücke über den Seitenarm stand weiter südlich ().

## Geschichte
Als die Sowjetunion beschloss, gemäß dem von Lenin initiierten GOELRO-Plan zur Elektrifizierung des Landes die Staumauer bei Saporischschja zu bauen, musste auch ein Ersatz für die große Kitchkass-Brücke geschaffen werden, die einzige Dnepr-Brücke der Stadt, die aber im Gebiet des zukünftigen Stausees stand.
1927 begann man daher gleichzeitig mit dem Beginn des Baus der Staumauer südlich von ihr die neue Brücke zu bauen, die im November 1931 rechtzeitig vor der Flutung des Stausees fertig wurde.
Im Zweiten Weltkrieg fanden heftige Gefechte zwischen der Wehrmacht und der Roten Armee statt, in deren Verlauf die Staumauer und die Brücken von der Roten Armee 1941 gesprengt wurden, um die Wehrmacht am Übergang über den Dnepr zu hindern. Die Wehrmacht baute die Brücken bis Juli 1943 eingleisig mit Behelfsbrücken wieder auf – nur um sie im Oktober 1943 bei der Schlacht am Dnepr wieder zu zerstören, um den Rückzug zu erleichtern. Sie wurde nach dem Krieg durch die Preobraschenski-Brücken ersetzt.

## Beschreibung
Die beiden Brücken wurden von Nikolai Stanislawowitsch Streletzky (1885–1967) entworfen. Die Brücke über den Hauptarm hatte drei, die über den Seitenarm nur einen Bogen. Davon abgesehen hatten sie aber das gleiche Aussehen.
Die Doppelstockbrücken führten auf der oberen Ebene die zweigleisige Eisenbahnstrecke über den Strom, die Saporischschja mit Nikopol und dem westlichen Teil der Ukraine verband. Auf der unteren Ebene befand sich die 7,75 m breite Fahrbahn der Straße, an die außen die 1,5 m breiten Gehwege angefügt waren. Die beiden Ebenen waren auf den bzw. dem stählernen Fachwerk-Sichelbögen mit vergleichsweise schlanken Stützen aufgeständert, wobei die Bögen bis zur oberen Ebene reichten.